# Cholenice
Cholenice település Csehországban, a Jičíni járásban. Cholenice Budčeves, Běchary, Kopidlno és Vršce településekkel határos. Lakosainak száma 218 fő (2024. január 1.).

## Népesség
A település lakosságának változását az alábbi diagram mutatja:
| Lakosok száma | 349  | 398  | 451  | 356  | 252  | 198  | 229  | 231  | 223  | 218  |
|               | 1869 | 1890 | 1921 | 1950 | 1980 | 2001 | 2017 | 2019 | 2022 | 2024 |